# Cá cảnh

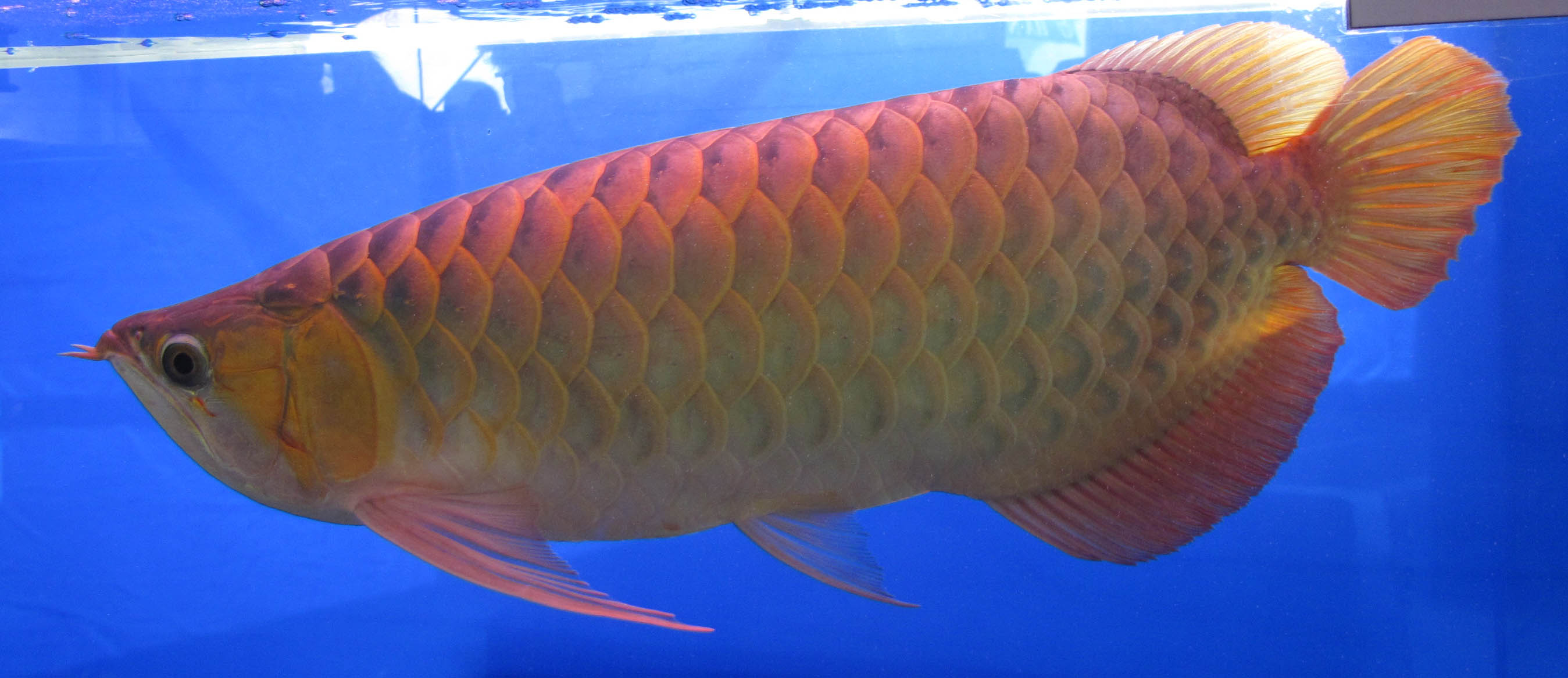
Cá rồng Huyết long

Cá cảnh  (hoặc cá kiểng) là tên gọi chung cho những loại cá làm cảnh hoặc trang trí trong một không gian, cảnh quan nào đó. Đặc điểm chung là những loại cá cảnh luôn có hình thái lạ, đẹp và đôi lúc quý hiếm.

## Nguồn gốc

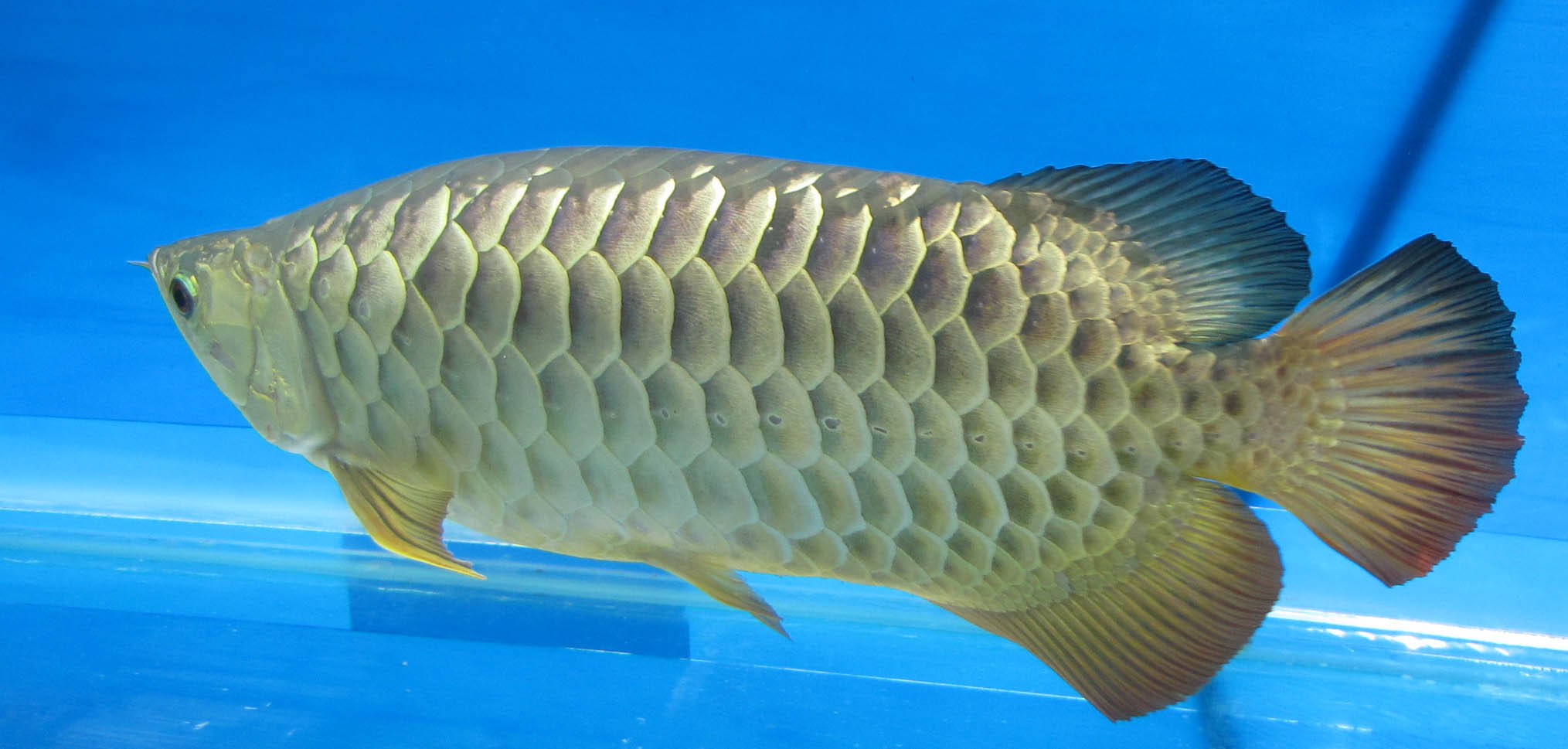
Cá rồng Kim long quá bối